# Comuna Tribunj, Šibenik-Knin
Tribunj este o comună în cantonul Šibenik-Knin, Croația, având o populație de 1.536 de locuitori (2011).

## Demografie
Componența etnică a comunei Tribunj
     Croați (95,96%)
     Sârbi (1,63%)
     Necunoscut (0,2%)
     Neclasificat (1,82%)
Componența confesională a comunei Tribunj
     Catolici (92,45%)
     Fără religie și atei (2,73%)
     Ortodocși (1,63%)
     Agnostici și sceptici (1,04%)
     Necunoscută (1,76%)
     Alte religii (0,39%)
Conform recensământului din 2011, comuna Tribunj avea 1.536 de locuitori. Din punct de vedere etnic, majoritatea locuitorilor (95,96%) erau croați, cu o minoritate de sârbi (1,63%). Apartenența etnică nu este cunoscută în cazul a 0,2% din locuitori. Din punct de vedere confesional, majoritatea locuitorilor (92,45%) erau catolici, existând și minorități de persoane fără religie și atei (2,73%), ortodocși (1,63%) și agnostici și sceptici (1,04%). Pentru 1,76% din locuitori nu este cunoscută apartenența confesională.